# 永田錦心
永田 錦心（ながた きんしん、明治18年（1885年）12月1日 - 昭和2年（1927年）10月30日）は、明治時代から大正時代にかけての薩摩琵琶演奏家、日本画家。

## 来歴
東京府芝区虎ノ門の出身。本名は永田武雄といった。画号は武州、茶道の雅号は櫻水、俳名は牛骨。父は永田一右衛門。母はきよ子。まず16歳の時に田口米作に入門するが、1903年、19歳の時に田口が没したため、小林清親及び寺崎広業に師事して日本画を習得する。その後、明治36年（1903年）、19歳の時に薩摩琵琶に転じ、正派の肥後錦獅に師事、翌年、20歳で薩摩琵琶の吉水錦翁から錦心の号を受けた。明治39年（1906年）には帝国黄嘴会を組織した。明治41年（1908年）、一水会を結成して毎週、新橋倶楽部で演奏会を開き、多くの門弟を育てたほか、明治42年（1909年）4月5日に神田和強楽堂で第1回の演奏会を開催、以降、毎年演奏会を行っている。内国勧業博覧会に「那須与一」を出品、入賞を果たした。大正3年（1914年）の文展に出品した「野武士」が初入選をし、大正6年（1917年）の文展にも「仏敵」を出品、入選をしている。その間、大正4年（1915年）には錦心流を創始、琵琶の一般大衆化に貢献する。代表作として「石童丸」が挙げられる。著書に『愛吟琵琶歌之研究』全2巻がある。また、文学、能楽、弓道、馬術、易学などに造詣が深かった。享年43。墓所は多磨霊園にあったがすでに墓石が撤去されている。
錦心の絵画11点は箱根の阿弥陀寺にて所蔵されている。

## 作品
- 「那須与一」 日本画
- 「野武士」 日本画
- 「仏敵」 日本画
- 「雁風呂」 日本画
- 「元寇」 日本画
- 「楊貴妃」 日本画
- 「豊干禅師図」 紙本着色 日本画
- 「義士大観 惣右衛門の壮」 木版画(多色摺)  ※1920年(大正9年)、義士会出版部版  城西国際大学水田美術館所蔵